# فهرست سیاره‌های احتمالاً زیست‌پذیر
فهرست سیاره‌های احتمالاً زیست‌پذیر (به انگلیسی: List of potentially habitable exoplanets) فهرستی برداشت شده از آرشیو سیارات خارج از منظومه شمسی ناسا (سازمان هوافضا) است. تصور می‌شود که پذیرش این سیارات به عنوان سیاره‌های قابل زیست بر اساس محاسباتی در موارد و جنبه‌های ژئوفیزیک، ژئودینامیک، تراکم اتمسفر یا جو، شدت تابش ستاره، میزان غلظت پلاسما ستاره، میزان چرخش به دور ستاره صورت گرفته‌است.

## مناطق دارای پتانسیل سکونت
در مطالعات نجومی و اخترزیست‌شناسی آنچه به عنوان کمربند حیات خوانده می‌شود دربردارنده شرایط سازگار با زیستن، وجود مقادیر زیاد آب به شکل مایع، امکان بقا و تولیدمثل می‌شود. به طورکلی در این سیارات فشار اتمسفر سبب حفظ آب مایع باید برروی این سیارات بشود. یک سیاره قابل سکونت عموماً با ویژگی‌های سیاره زمین قیاس می‌گردد. در نوامبر سال ۲۰۱۳ اخترشناسان به براساس اطلاعات فضاپیمای کپلر گزارش دادند که می‌توان سیاراتی شبیه به زمین در ستاره‌های کوتوله کهکشان راه شیری پیدا کرد که یازده میلیارد سال نوری از خورشید ما دورتر هستند. پس بررسی‌ها در سال ۲۰۱۵ نشان داده شده که سیارات کپلر ۶۲ اف و کپلر ۱۸۶ اف و کپلر ۴۴۲ بی برای زندگی مناسب‌تر می‌نمایند و باز این سه سیاره کپلر ۱۸۶ اف شرایطی شبیه به زمین دارد. در سال ۲۰۲۰ میلادی سیاره کپلر-۱۶۴۹سی نیز قابل سکونت برآورد شد.
| سیاره              | ستاره           | رده‌بندی ستارگان | جرم (M☉)           | شعاع (R☉)       | شار تابشی (F⊕) | دمای متوسط سیاره (K) | تعداد روزها در سال | فاصله (ly) | منابع         |
| ------------------ | --------------- | --------------- | ------------------ | --------------- | -------------- | -------------------- | ------------------ | ---------- | ------------- |
| زمین               | خورشید (Sol)    | G2V             | ۱٫۰۰۳              | ۱٫۰۰            | ۱٫۰۰           | ۲۳۰ تا ۳۳۰           | ۳۶۵٫۲۴             | -          |               |
| پروکسیما قنطورس بی | پروکسیما قنطورس | M6Ve            | ≥۱٫۳               | ۰٫۸ – ۱٫۱ – ۱٫۴ | ۰٫۶۵           | ۲۰۰ تا 300           | 11.186             | 4.22       | [ ۸ ]         |
| گلیز ۶۶۷ سی‌سی      | گلیز ۶۶۷        | M3V             | ≥۳٫۸               | ۱٫۱ – ۱٫۵ – ۲٫۰ | ۰٫۸۸           | ۲۵۰ تا ۳۵۰           | ۲۸٫۱۴۳ ± 0.029     | 23.62      | [ ۹ ] [ ۱۰ ]  |
| کپلر-۴۴۲بی         | کپلر-۴۴۲        | K?V             | ۸٫۲ – ۲٫۳ – ۱٫۰    | ۱٫۳۴            | ۰٫۷۰           | ۲۰۰ تا 250           | 112.3053           | 1291.6     | [ ۱۰ ]        |
| کپلر۴۵۲بی          | کپلر۴۵۲         | G2V             | 19.8 – 4.7 – 1.9   | 1.50, 1.63      | 1.11           | ۲۶۵+۱۵ −۱۳           | 384.8              | 1402       | [ ۱۰ ] [ ۱۱ ] |
| ولف ۱۰۶۱سی         | ولف ۱۰۶۱        | M3V             | ≥ 4.3              | 1.1 – 1.6 – 2.0 | 0.60           | 223                  | 17.9               | 13.8       | [ ۱۰ ]        |
| کپلر ۱۲۲۹بی        | کپلر ۱۲۲۹       | M?V             | 9.8 – 2.7 – 1.2    | 1.4             | 0.49           | 213                  | 86.8               | 769        | [ ۱۰ ]        |
| Kapteyn b          | ستاره کاپتین    | sdM1            | ≥ 4.8              | 1.2 - 1.6 - 2.1 | 0.43           | 205                  | 48.6               | 13         | [ ۱۰ ]        |
| کپلر ۶۲اف          | کپلر ۶۲         | K2V             | 10.2 – 2.8 – 1.2   | 1.41            | 0.39           | 244                  | 267.291            | 1200       | [ ۱۰ ] [ ۱۲ ] |
| کپلر-۱۸۶اف         | کپلر-۱۸۶        | M1V             | 4.7 – 1.5 – 0.6    | 1.17            | 0.29           | 188                  | 129.9459           | 561        | [ ۱۰ ]        |
| Luyten b           | Luyten's Star   | M3.5V           | 3.15 - 2.89 - 2.63 |                 | 1.06           | 206-293              | 18.650             | 12.36      | [ ۱۳ ]        |
| تراپیست-۱دی        | تراپیست-۱       | M8V             | 0.30               | 0.78            | 1.04           | 258                  | 4.05               | 39         | [ ۱۴ ] [ ۱۵ ] |
| تراپیست-۱ئی        | تراپیست-۱       | M8V             | 0.77               | 0.91            | 0.67           | 230                  | 6.1                | 39         | [ ۱۴ ] [ ۱۵ ] |
| تراپیست-۱اف        | تراپیست-۱       | M8V             | 0.93               | 1.046           | 0.38           | 200                  | 9.2                | 39         | [ ۱۴ ] [ ۱۵ ] |
| تراپیست-۱جی        | تراپیست-۱       | M8V             | 1.15               | 1.15            | 0.26           | 182                  | 12.4               | 39         | [ ۱۴ ] [ ۱۵ ] |
| LHS 1140 b         | LHS 1140        | M?V             | 6.6                | 1.43            | 0.46           | 230                  | 25                 | 40         | [ ۱۶ ]        |
| کپلر ۱۶۳۸بی        | کپلر ۱۶۳۸       | G4V             | ۴۵ – ۶ – ۱         | ۱٫۶۰            | ۱٫۱۷           | ۳۰۴                  | ۲۵۹٫۳۶۵            | ۲۴۹۱٫۸۳    | [ ۱۷ ]        |